# El vampiro de los ojos rojos
El vampiro de los ojos rojos es una novela de misterio del escritor belga Jean Ray. Pertenece a la serie protagonizada por el detective Harry Dickson, el llamado "Sherlock Holmes americano".

## Argumento
Ebenezer Grump, alias "el Vampiro de los Ojos Rojos", es el nombre de un asesino que, durante casi tres años, siembra el terror en Alemania y en varias ciudades europeas. Una vez ejecutado, el caso parecía ya resuelto. Pero algo muy extraño hay en todo aquello: ¿cómo explicar el miedo del vampiro y su vehemente deseo de ser ejecutado? La solución la hallará, merced a una laboriosa y hábil investigación, el detective Harry Dickson.

## Capítulos
- I. El hombre que quería morir
- II. La casa de los fantasmas
- III. Una extraña ejecución capital
- IV. La tierra de los muertos
- V. Un grito en la tempestad
- VI. El castillo de los horrores

## Edición en español
El vampiro de los ojos rojos es la decimoctava novela aparecida en la colección «Harry Dickson», que Ediciones Júcar empezó a publicar en 1972.